# Nederland (Teksas)
Nederland – miasto w Stanach Zjednoczonych, w stanie Teksas, w hrabstwie Jefferson. Nazwa wywodzi się od holenderskich osadników.

## Demografia
Według przeprowadzonego przez United States Census Bureau spisu powszechnego w 2010 miasto liczyło 17 547 mieszkańców, co oznacza wzrost o 0,7% w porównaniu do roku 2000. Natomiast skład etniczny w mieście wyglądał następująco: Biali 87,8%, Afroamerykanie 4,0%, Azjaci 2,8%, pozostali 5,4%. Kobiety stanowiły 51,0% populacji.